# UWC & EVT: Duarte vs. Beristaín
UWC & EVT: Duarte vs. Beristaín fue un evento de artes marciales mixtas producido por Ultimate Warrior Challenge México, que se llevó a cabo el 17 de mayo de 2014 en el Auditorio Fausto Gutiérrez Moreno de Tijuana, Baja California, México.